# Andrew Mollo
Andrew Mollo (* 15. Mai 1940 in Epsom, Surrey, Großbritannien) ist ein britischer Militärhistoriker, Autor, Szenenbildner sowie Filmproduzent und -regisseur.

## Leben
Andrew Mollo wurde als Sohn russischer und englischer Eltern geboren und zog 1956 mit der Familie von Farnham, Surrey, nach London, wo er an der Regent Street Polytechnic (heute University of Westminster) studierte.
Von 1957 bis 1964 schrieb, produzierte und inszenierte er gemeinsam mit Kevin Brownlow den Film It Happened Here. It Happened Here schildert ein Großbritannien, das während des Zweiten Weltkriegs von deutschen Truppen besetzt wird. In Mollos Aufgabenbereich fiel vor allem die Recherche zu deutschen Militäruniformen, um dem mit dokumentarischen Stilmitteln gedrehten Film eine größtmögliche Authentizität zu verleihen. Für Kevin Brownlows Film Winstanley (1976) betätigte er sich erneut als Ko-Autor, -produzent und -regisseur.
Mollo verfasste eine Reihe von Büchern zum Thema Militäruniformen des 20. Jahrhunderts und wurde häufig als militärhistorischer Berater für Spielfilmproduktionen konsultiert, darunter Der Adler ist gelandet (1976), Der Pianist (2002) und Der Untergang (2004). In den 1980er und 1990er Jahren wurde er zudem wiederholt mit der Gestaltung des Szenenbilds von Fernsehproduktionen beauftragt, darunter die Serie Die Scharfschützen.
Sein älterer Bruder ist der Militärhistoriker und Kostümbildner John Mollo (1931–2017).

## Filmografie (Auswahl)
- 1964: It Happened Here
- 1976: Winstanley
- 1976: Der Adler ist gelandet (The Eagle Has Landed)
- 1985: Dance with a Stranger
- 1993: Die Scharfschützen (Sharpe)
- 2002: Der Pianist (The Pianist)
- 2004: Der Untergang